# Chrysolampra nathani
Chrysolampra nathani es un coleóptero de la familia Chrysomelidae.
Fue descrita científicamente en 2000 por Medvedev.